# Mauro Zuliani
Mauro Zuliani (Milano, 23 luglio 1959) è un ex velocista italiano, specializzato nei 400 metri piani.

## Biografia
Nel 1980 ha fatto parte del quartetto che conquistò la medaglia di bronzo alle Olimpiadi di Mosca nella staffetta 4×400. L'anno seguente, il 15 luglio a Torino, batté il record italiano stabilito 10 anni prima da Marcello Fiasconaro, portando il nuovo limite a 45"34.
Il 5 settembre, a Roma nel corso della terza edizione della Coppa del Mondo, Zuliani conquistò il secondo posto in 45"26 dietro allo statunitense Cliff Wiley e precedendo il giamaicano Bert Cameron. Il record italiano di Zuliani è rimasto imbattuto per 25 anni.

## Record nazionali
- 400 metri piani: 45"26 ( Roma, 5 settembre 1981) - sino al settembre 2006
- Staffetta 4×400 metri: 3'01"37 ( Stoccarda, 31 agosto 1986) Giovanni Bongiorni, Vito Petrella, Mauro Zuliani, Roberto Ribaud)

## Palmarès
| Anno | Manifestazione  | Sede        | Evento                | Risultato   | Prestazione | Note |
| ---- | --------------- | ----------- | --------------------- | ----------- | ----------- | ---- |
| 1980 | Giochi olimpici | Mosca       | Staffetta 4×400 metri | Bronzo      | 3'04"54     |      |
| 1984 | Giochi olimpici | Los Angeles | Staffetta 4×400 metri | elim. batt. | 3'06"28     |      |

## Campionati nazionali
1986
- Oro ai campionati italiani assoluti, 400 m piani - 46"05
- Oro ai campionati italiani assoluti, staffetta 4×400 m - 3'06"13

## Altre competizioni internazionali
1981
- in Coppa del mondo ( Roma), 400 m piani - 45"26